# Список вулиць Харкова (С)
| Назва                     | Тип    | Довжина, м | Колишні назви                                                        | Район(и)                      | Місцевість                           |
| ------------------------- | ------ | ---------- | -------------------------------------------------------------------- | ----------------------------- | ------------------------------------ |
| Саблєва                   | вул.   |            |                                                                      | Індустріальний                |                                      |
| Саблєва                   | пров.  |            |                                                                      | Індустріальний                |                                      |
| Сабурівська               | вул.   | 640        | Серп і Молот                                                         | Салтівський                   | Сабурова Дача                        |
| Сабурівська               | наб.   | 260        | Крупської                                                            | Салтівський                   | Сабурова Дача                        |
| Сабурівський              | пров.  | 245        | Серп і Молот                                                         | Салтівський                   | Сабурова Дача                        |
| Савинський                | пров.  | 140        | 2-й Евенський провулок                                               | Київський                     | Журавлівка                           |
| Савченків                 | пров.  |            |                                                                      | Холодногірський               | Таборове                             |
| Сагайдачного              | вул.   | 550        |                                                                      | Київський                     | Журавлівка                           |
| Садибна                   | вул.   | 455        |                                                                      | Новобаварський                | Нова Баварія                         |
| Садибний                  | в-д    | 180        |                                                                      | Новобаварський                | Нова Баварія                         |
| Садівницький              | пров.  |            |                                                                      | Індустріальний                | Заїки                                |
| Садова                    | вул.   | 335        | Чубаря                                                               | Київський                     | Центр                                |
| Садовий                   | бул.   | 330        |                                                                      | Київський                     | Велика Данилівка, Селище Жуковського |
| 1-й Садовий               | в-д    |            |                                                                      | Немишлянський                 | Кулиничі                             |
| 2-й Садовий               | в-д    |            |                                                                      | Немишлянський                 | Кулиничі                             |
| 3-й Садовий               | в-д    |            |                                                                      | Немишлянський                 | Кулиничі                             |
| Садовий                   | пров.  | 260        |                                                                      | Київський                     | Велика Данилівка                     |
| Садовий                   | пр-д   | 810        |                                                                      | Слобідський                   | Нові Будинки                         |
| Садовонабережна           | вул.   | 215        |                                                                      | Салтівський                   | Рашкіна Дача                         |
| Садовопаркова             | вул.   | 335        |                                                                      | Слобідський Немишлянський     | Нові Будинки                         |
| Садовських                | пров.  | 55         |                                                                      | Салтівський                   | Євгеніївка                           |
| Саксаганського            | вул.   | 640        |                                                                      | Немишлянський                 | Стара Салтівка                       |
| Саксаганського            | пров.  | 270        |                                                                      | Немишлянський                 | Стара Салтівка                       |
| Салтівське                | шосе   | 9530       |                                                                      | Салтівський Немишлянський     | Салтівка, Стара Салтівка, 602 м/р-н  |
| Салтівський               | пров.  | 280        |                                                                      | Салтівський                   | Стара Салтівка                       |
| Самаркандська             | вул.   | 875        |                                                                      | Слобідський                   | Селище ім. Герцена                   |
| Самаркандський            | пров.  | 150        |                                                                      | Слобідський                   | Селище ім. Герцена                   |
| 1-й Самаркандський        | в-д    | 115        |                                                                      | Холодногірський               |                                      |
| 2-й Самаркандський        | в-д    | 170        |                                                                      | Холодногірський               |                                      |
| Самодіяльна               | вул.   | 520        |                                                                      | Холодногірський               | Залютине                             |
| Самокіша                  | вул.   |            |                                                                      | Київський                     |                                      |
| Самокіша                  | пров.  | 200        |                                                                      | Шевченківський                | Нагірний                             |
| Самоцвітна                | вул.   | 1120       | Сахалінська                                                          | Салтівський                   |                                      |
| Самсонівська              | вул.   | 800        | Крупської                                                            | Салтівський                   | Стара Салтівка, Євгенівка            |
| Санаторний                | пров.  |            |                                                                      | Шевченківський                |                                      |
| Санжарівська              | вул.   | 345        |                                                                      | Немишлянський                 | Немишля                              |
| Санжарівський             | пров.  | 290        |                                                                      | Салтівський                   | Рашкіна Дача                         |
| Саперна                   | вул.   | 990        |                                                                      | Київський                     | Шишківка                             |
| Саперний                  | пров.  | 590        |                                                                      | Київський                     | Шишківка                             |
| Сарматська                | вул.   |            | Тверська                                                             | Новобаварський                |                                      |
| Саржинська                | вул.   | 405        |                                                                      | Шевченківський                | Шатилівка                            |
| Саржинка                  | вул.   |            |                                                                      | Шевченківський                |                                      |
| Сатирична                 | пров.  | 460        | Бориса Ромашова                                                      | Київський                     | Велика Данилівка, Північна Салтівка  |
| Сахновщанська             | вул.   | 170        |                                                                      | Новобаварський                | Карпівка                             |
| Сватівська                | вул.   | 235        |                                                                      | Холодногірський               | Залютине                             |
| Свистуна                  | вул.   | 1750       |                                                                      | Індустріальний Немишлянський  | ХТЗ                                  |
| Свистунівська             | вул.   | 1850       |                                                                      | Новобаварський                | Пилипівка, Силікатний                |
| Свідзінського             | вул.   |            |                                                                      | Індустріальний                |                                      |
| 1-й Свідзінського         | пров.  |            |                                                                      | Індустріальний                |                                      |
| 2-й Свідзінського         | пров.  |            |                                                                      | Індустріальний                |                                      |
| Світанкова                | вул.   | 260        |                                                                      | Немишлянський                 | Немишля, Стара Салтівка              |
| Світла                    | вул.   | 2100       | Східний проїзд                                                       | Салтівський                   | Салтівка                             |
| Світланівська             | вул.   | 790        |                                                                      | Новобаварський                | Новожанове                           |
| Світло Шахтаря            | вул.   | 1130       |                                                                      | Новобаварський                | Москалівка                           |
| Світло Шахтаря            | пров.  | 285        |                                                                      | Новобаварський                | Москалівка                           |
| Світязька                 | вул.   | 1330       | Вятська                                                              | Київський Салтівський         | Рашкіна Дача, Тюрінка                |
| Свободи                   | м-н    |            |                                                                      | Шевченківський                | Нагірний                             |
| Свободи                   | вул.   | 700        | Ветеринарна, Іванова                                                 | Київський                     | Нагірний                             |
| Святогірський             | пров.  | 840        | Першотравневий                                                       | Холодногірський               | Холодна Гора                         |
| Святодухівська            | вул.   | 150        | Пролетарська                                                         | Салтівський                   | Рашкіна Дача, Захисників України     |
| Святошинський             | пров.  |            | Федоренка                                                            | Слобідський                   |                                      |
| Севастопольська           | вул.   | 960        |                                                                      | Шевченківський                | Павлівка                             |
| Северина Потоцького       | вул.   | 2520       | Сімнадцятого Партз'їзду                                              | Індустріальний                |                                      |
| Северина Потоцького       | пров.  | 510        | Сімнадцятого Партз'їзду                                              | Індустріальний                |                                      |
| Селекційна                | вул.   | 390        |                                                                      | Слобідський                   | Селище ім. Герцена                   |
| Селищний                  | пров.  | 150        | Посілкова вулиця, Байкальський провулок                              | Салтівський                   | Рашкіна Дача                         |
| Селіванова                | вул.   |            |                                                                      | Слобідський                   | Павленки                             |
| Селянська                 | вул.   | 1360       |                                                                      | Новобаварський                | Новожанове, Мирський Гай             |
| Селянський                | в-д    | 210        |                                                                      | Новобаварський                | Новожанове, Мирський Гай             |
| Селянський                | пров.  |            |                                                                      | Новобаварський                |                                      |
| Семафорна                 | вул.   | 320        |                                                                      | Холодногірський               | Сортувальня                          |
| Семафорний                | в-д    | 230        |                                                                      | Основ'янський                 | Жихор                                |
| Семафорний                | пров.  | 300        |                                                                      | Основ'янський                 | Жихор                                |
| Семафорний                | пр-д   | 190        |                                                                      | Холодногірський               | Сортувальня                          |
| Семена Кузнеця            | вул.   | 1290       | Ревкомівська                                                         | Шевченківський                | Павлівка                             |
| Семена Кузнеця            | пров.  | 125        | Ревкомівський                                                        | Шевченківський                | Павлівка                             |
| Семенівський              | пров.  | 180        | Островського                                                         | Київський                     | Велика Данилівка                     |
| Семиградська              | вул.   | 1010       |                                                                      | Салтівський                   | Рашкіна Дача                         |
| Семиградський             | пров.  | 395        |                                                                      | Салтівський                   | Рашкіна Дача                         |
| Семиградський             | в-д    | 290        |                                                                      | Салтівський                   | Рашкіна Дача                         |
| Семінарська               | вул.   | 2440       | Єкатеринославська дорога, Семінарська, Холодногірська, Володарського | Новобаварський                | Холодна Гора, Карпівка, Новоселівка  |
| Семка                     | вул.   | 990        | Сербиченка                                                           | Основ'янський                 | Жихор                                |
| Сепараторний              | пр-д   | 150        |                                                                      | Індустріальний                | Рогань                               |
| Сергіївський              | м-н    |            | Базарна площа, Лопанський базар, Пролетарська площа                  | Шевченківський Основ'янський] | Центр                                |
| Сергіївська               | вул.   | 620        |                                                                      | Салтівський                   | Рашкіна Дача                         |
| Сергія Барсукова          | вул.   |            | Федоренка                                                            | Слобідський                   |                                      |
| Сергія Дрімцова           | вул.   |            |                                                                      | Індустріальний                | Рогань                               |
| Сергія Єфремова           | пров.  | 730        | П'ятигорський                                                        | Немишлянський                 | ХТЗ, Ново-Західний                   |
| Сергія Параджанова        | вул.   |            | Шолохова                                                             | Слобідський Немишлянський     | Горбані                              |
| Сергія Пархоменка         | пров.  |            | Чкалова                                                              | Київський                     |                                      |
| Сергія Пономаренка        | вул.   | 260        | Кисловодська                                                         | Київський                     | Журавліка                            |
| Сергія Тимошенка          | вул.   | 880        | Костичева                                                            | Слобідський                   | Одеська                              |
| Сергія Тюленіна           | пров.  |            |                                                                      | Індустріальний                |                                      |
| Серебряківська            | вул.   |            |                                                                      | Немишлянський                 | Бражники                             |
| Серебряківський           | пров.  |            |                                                                      | Немишлянський                 | Бражники                             |
| Серебрякової              | вул.   |            |                                                                      | Київський                     | Велика Данилівка                     |
| Середня Сокільницька      | вул.   |            |                                                                      | Шевченківський                |                                      |
| Середівська               | вул.   | 390        | Кіровська                                                            | Київський                     | Велика Данилівка                     |
| Сержантська               | вул.   | 300        |                                                                      | Немишлянський                 | Немишля, Стара Салтівка              |
| Сержантський              | пров.  |            |                                                                      | Немишлянський                 |                                      |
| Сєдова                    | вул.   | 290        |                                                                      | Немишлянський                 | Ново-Західний                        |
| Сиваська                  | вул.   | 660        |                                                                      | Індустріальний                | Рогань                               |
| Сиваський                 | пров.  |            |                                                                      | Індустріальний                |                                      |
| Сигнальний                | пров.  | 265        | Валдайський                                                          | Основ'янський                 | Добрі Бджоли                         |
| Сидельниківський          | пров.  | 50         |                                                                      | Основ'янський                 | Левада                               |
| Сидоренківська            | вул.   | 910        |                                                                      | Основ'янський                 | Верещаківка, Качанівка               |
| Сидоренківський           | пров.  | 70         |                                                                      | Основ'янський                 | Качанівка                            |
| Силікатна                 | вул.   | 2240       | Достоєвського                                                        | Основ'янський                 | Основа, Одеська                      |
| Симиренка                 | пров.  | 160        | Союзний                                                              | Новобаварський                | Новожанове                           |
| Синевирська               | вул.   | 425        | Дагестанська                                                         | Холодногірський               | Лиса Гора                            |
| Синельникова              | пров.  | 65         |                                                                      | Київський                     | Нагірний                             |
| 1-й Сичівський            | в-д    | 140        |                                                                      | Слобідський                   |                                      |
| 2-й Сичівський            | в-д    | 45         |                                                                      | Слобідський                   |                                      |
| Сичівський                | пров.  | 555        |                                                                      | Слобідський                   |                                      |
| Сіверська                 | вул.   |            |                                                                      | Немишлянський                 | Східна Салтівка                      |
| Сіверськодонецька         | вул.   | 280        |                                                                      | Основ'янський                 | Основа                               |
| Сіверськодонецький        | в-д    | 65         |                                                                      | Основ'янський                 | Верещаківка                          |
| Сіверськодонецький        | пров.  | 190        |                                                                      | Основ'янський                 | Верещаківка                          |
| Сільськогосподарська      | вул.   | 130        |                                                                      | Основ'янський                 | Диканівка                            |
| Сімейна                   | вул.   |            | Ушакова                                                              | Салтівський                   |                                      |
| Сімферопольська           | вул.   | 520        |                                                                      | Новобаварський                | Холодна Гора                         |
| Сімферопольський          | пров.  | 400        |                                                                      | Новобаварський                | Гончарівка                           |
| Сінна                     | вул.   | 435        |                                                                      | Основ'янський                 | Жихор                                |
| 1-й Сінний                | пров.  | 170        |                                                                      | Основ'янський                 | Жихор                                |
| 2-й Сінний                | пров.  | 230        |                                                                      | Основ'янський                 | Жихор                                |
| 3-й Сінний                | пров.  | 410        |                                                                      | Основ'янський                 | Жихор                                |
| Сіриківська               | вул.   | 1380       |                                                                      | Холодногірський               | Іванівка                             |
| Сіриківський              | пров.  | 180        |                                                                      | Холодногірський               | Іванівка                             |
| Сіриківський              | пров.  | 130        |                                                                      | Холодногірський               | Гиївка                               |
| Сірохінська               | вул.   |            | Черепанових                                                          | Новобаварський                |                                      |
| Січеславська              | вул.   | 1600       | Сочинська                                                            | Холодногірський               |                                      |
| Січовий                   | пров.  | 250        | Василевської Ванди, Ворошилова, Лесі Українки                        | Основ'янський                 | Жихор                                |
| Січових Стрільців         | вул.   | 615        | Латиських Червоних Стрільців                                         | Київський                     | Велика Данилівка                     |
| Скадовського              | пров.  | 515        |                                                                      | Київський                     | Журалівка                            |
| Скандинавський            | пров.  | 165        | Владивостоцький                                                      | Холодногірський               | Сортувальня                          |
| Скаутська                 | вул.   | 440        | Нахімова                                                             | Немишлянський                 | Ново-Західний                        |
| Скаутський                | пров.  | 195        | Нахімова                                                             | Немишлянський                 | Ново-Західний                        |
| Скачкова                  | вул.   |            |                                                                      | Слобідський                   | Павленки                             |
| Скіфська                  | вул.   |            | Щигрівська                                                           | Новобаварський                |                                      |
| Сковородинівська          | вул.   | 400        |                                                                      | Холодногірський               | Лиса Гора                            |
| Сковородинівський         | в-д    | 60         |                                                                      | Холодногірський               | Лиса Гора                            |
| Сковородинівський         | пров.  | 210        |                                                                      | Холодногірський               | Лиса Гора                            |
| Скрипаївська              | вул.   |            |                                                                      | Слобідський                   | Селище ім. Герцена                   |
| Скрипника                 | вул.   | 550        |                                                                      | Київський                     | Центр                                |
| Скрипниківський           | узв.   | 260        | Скрипницький провулок, Ломоносівський провулок, провулок Воробйова   | Київський                     | Центр                                |
| Скурідіна Дача            | вул.   |            |                                                                      | Новобаварський                |                                      |
| Славетна                  | вул.   | 600        | Карамзіна                                                            | Новобаварський                | Нова Баварія                         |
| Славетний                 | в-д    |            | Карамзіна                                                            | Новобаварський                | Нова Баварія                         |
| Слави                     | просп. | 570        |                                                                      | Холодногірський               | Залютине                             |
| Слатіна                   | вул.   |            |                                                                      | Слобідський                   | Павленки                             |
| Слобожанська              | вул.   | 400        |                                                                      | Слобідський                   | Качанівка                            |
| Словацький                | пров.  | 90         |                                                                      | Салтівський                   | Євгеніївка                           |
| Слов'янська               | вул.   | 310        |                                                                      | Холодногірський               | Залізничний вокзал                   |
| Службова                  | вул.   | 1160       |                                                                      | Новобаварський                | Новожанове                           |
| Слюсарний                 | пров.  | 290        |                                                                      | Київський                     | Центр                                |
| Смарагдовий               | пров.  | 340        |                                                                      | Холодногірський               | Залютине                             |
| Смерековий                | в-д    | 90         | Саратовський                                                         | Основ'янський                 | Верещаківка                          |
| Смирнівська               | вул.   | 340        |                                                                      | Слобідський                   |                                      |
| Смілянська                | вул.   | 470        |                                                                      | Немишлянський                 | Ново-Західний                        |
| 1-ша Смілянська           | вул.   |            |                                                                      | Немишлянський                 |                                      |
| 2-га Смілянська           | вул.   | 295        |                                                                      | Немишлянський                 | Ново-Західний                        |
| Смілянський               | пр-д   | 155        |                                                                      | Немишлянський                 | Ново-Західний                        |
| Смородиновий              | в-д    |            | Чаадаєва                                                             | Новобаварський                |                                      |
| Снегіревський             | пров.  | 320        |                                                                      | Немишлянський                 | Нові Будинки, Селекційна             |
| Сніговий                  | пров.  |            | Якутський                                                            | Салтівський                   |                                      |
| Сніжківська               | вул.   | 685        |                                                                      | Київський                     | Журавлівка                           |
| Сніжна                    | вул.   | 290        | Байкальська                                                          | Київський                     | Журавлівка                           |
| Собінова                  | вул.   | 800        |                                                                      | Київський                     | Журавлівка                           |
| Соборний                  | узв.   | 250        |                                                                      | Шевченківський                | Центр                                |
| Соборності України        | вул.   | 1720       | Дружби Народів                                                       | Київський Салтівський         | Північна Салтівка                    |
| Соїча                     | вул.   | 405        |                                                                      | Слобідський                   |                                      |
| Сокальських               | вул.   | 440        | Сенявіна                                                             | Слобідський                   | Селище ім. Герцена                   |
| Сокільницька              | вул.   | 385        |                                                                      | Шевченківський                | Сокільники                           |
| 1-й Сокільницький         | в-д    |            |                                                                      | Шевченківський                | Сокільники                           |
| 2-й Сокільницький         | в-д    |            |                                                                      | Шевченківський                | Сокільники                           |
| 3-й Сокільницький         | в-д    |            |                                                                      | Шевченківський                | Сокільники                           |
| Сокільницький             | пр-д   |            |                                                                      | Шевченківський                | Сокільники                           |
| Соколовська               | вул.   | 980        |                                                                      | Холодногірський               | Сортувальня                          |
| Соколовський              | пров.  | 105        |                                                                      | Київський                     | Велика Данилівка                     |
| Солдатська                | вул.   | 930        |                                                                      | Шевченківський                | Стара Олексіївка                     |
| Солдатський               | пров.  | 535        |                                                                      | Шевченківський                | Стара Олексіївка                     |
| Соледарський              | пров.  | 470        | 1-й Омський                                                          | Київський                     | Журавлівка                           |
| Солов'їна                 | вул.   | 290        | Пулковська                                                           | Немишлянський                 | Немишля, Стара Салтівка              |
| Солом'яний                | пров.  | 140        | Бурлацький                                                           | Холодногірський               | Сортувальня                          |
| Солоницівська             | вул.   | 560        |                                                                      | Холодногірський               |                                      |
| Солоницівський            | пров.  | 325        |                                                                      | Холодногірський               |                                      |
| Соляниківський            | пров.  | 240        |                                                                      | Основ'янський                 | Центр, Поділ                         |
| Сомівська                 | вул.   | 700        |                                                                      | Салтівський                   | Рашкіна дача                         |
| Сонячна                   | вул.   | 1580       |                                                                      | Немишлянський                 | Кулиничі                             |
| Соняшникова               | вул.   | 365        |                                                                      | Новобаварський                | Нова Баварія                         |
| Соняшниковий              | в-д.   | 170        |                                                                      | Новобаварський                | Нова Баварія                         |
| Соняшниковий              | пров.  | 230        |                                                                      | Новобаварський                | Нова Баварія                         |
| Сорочинська               | вул.   | 210        |                                                                      | Основ'янський                 | Заіківка                             |
| Сортувальний              | пров.  | 150        |                                                                      | Холодногірський               | Сортувальня                          |
| Соснова                   | вул.   | 200        |                                                                      | Новобаварський                | Новоселівка                          |
| Сотенний                  | в-д    | 170        | Інтернаціональний                                                    | Основ'янський                 | Жихор                                |
| Сотника                   | вул.   | 760        | Кокчетавська                                                         | Холодногірський               | Іванівка                             |
| Софіївська                | вул.   | 1420       |                                                                      | Шевченківський                | Павлівка                             |
| Сохора                    | вул.   | 870        |                                                                      | Основ'янський                 | Мереф'янка                           |
| Спартанський              | в-д    |            | Челюскінців                                                          | Київський                     |                                      |
| Спецпідрозділу Кракен     | вул.   | 590        | Серпова                                                              | Шевченківський                | Шатилівка                            |
| Спиридонівська            | вул.   | 400        |                                                                      | Слобідський                   | Захисників України, Кінний ринок     |
| Співочий                  | пров.  | 320        | Пулковський                                                          | Немишлянський                 | Немишля, Стара Салтівка              |
| Спортивна                 | вул.   | 630        |                                                                      | Салтівський                   | Стара Салтівка                       |
| Спортивний                | пров.  | 290        |                                                                      | Салтівський                   | Рашкіна Дача, Захисників України     |
| Срезневського             | в-д    | 180        | Сіверса                                                              | Основ'янський                 | Жихор                                |
| Срезневського             | вул.   | 610        | Сіверса                                                              | Основ'янський                 | Жихор                                |
| Срібна                    | вул.   | 135        |                                                                      | Шевченківський                | Павлівка                             |
| Сталевий                  | пров.  |            | Жигулівський                                                         | Холодногірський               |                                      |
| Стадіонний                | пр-д   | 1090       |                                                                      | Немишлянський                 | Нові Будинки                         |
| Станіслава Партали        | вул.   | 890        | Балакірєва                                                           | Шевченківський                | Павлове Поле                         |
| Станіславський            | пров.  | 170        | Станіславського                                                      | Холодногірський               |                                      |
| Станційна                 | вул.   | 1430       |                                                                      | Новобаварський                | Нова Баварія                         |
| Станційний                | в-д    | 210        |                                                                      | Новобаварський                | Нова Баварія                         |
| Стара Відрадненська       | вул.   |            |                                                                      | Шевченківський                |                                      |
| Познанська                | вул.   | 510        | Познанська                                                           | Київський                     | Велика Данилівка                     |
| Старий Куток              | вул.   | 600        | Правдинська                                                          | Київський                     | Велика Данилівка                     |
| Старицького               | вул.   | 500        |                                                                      | Шевченківський                | Павлове Поле                         |
| Старобільський            | пров.  | 700        |                                                                      | Холодногірський               | Холодна Гора                         |
| Старова                   | вул.   | 1330       |                                                                      | Київський                     | Шишківка                             |
| Староверещаківська        | вул.   | 390        |                                                                      | Основ'янський                 | Верещаківка                          |
| 1-й Староверещаківський   | в-д    |            |                                                                      | Основ'янський                 |                                      |
| 2-й Староверещаківський   | в-д    | 205        |                                                                      | Основ'янський                 | Верещаківка                          |
| Старовинний               | пров.  | 290        | 2-й Приміський провулок, 3-й Новий провулок, провулок Бєлінського    | Новобаварський                | Нова Баварія                         |
| 1-й Старовський           | в-д    |            |                                                                      | Київський                     |                                      |
| Старо-Григорівська        | вул.   | 480        |                                                                      | Новобаварський                | Григорівка                           |
| Старо-Григорівський       | пров.  |            |                                                                      | Новобаварський                |                                      |
| Стародесятисажнева        | вул.   | 380        |                                                                      | Основ'янський                 | Заїківка                             |
| Стародубська              | вул.   | 510        |                                                                      | Основ'янський                 | Жихор                                |
| Старо-Іскринський         | пров.  | 280        | Косова, Жовтневий                                                    | Салтівський                   | Рашкіна Дача                         |
| Старо-Кримська            | вул.   | 990        |                                                                      | Холодногірський               | Холодна Гора                         |
| 1-й Старо-Кримський       | пров.  |            |                                                                      | Холодногірський               |                                      |
| 2-й Старо-Кримський       | пров.  | 140        |                                                                      | Холодногірський               |                                      |
| Старомалооснов'янська     | вул.   | 350        |                                                                      | Новобаварський                | Новоселівка                          |
| Старо-Салтівський         | пров.  |            |                                                                      | Холодногірський               |                                      |
| Старопрудна               | вул.   | 355        |                                                                      | Холодногірський               | Залютине                             |
| Старопрудний              | пров.  | 85         |                                                                      | Холодногірський               | Залютине                             |
| Старосільський            | в-д    | 135        | Ломоносова                                                           | Новобаварський                | Нова Баварія                         |
| Старосільський            | пров.  | 220        | Ломоносова                                                           | Новобаварський                | Нова Баварія                         |
| Старошишківська           | вул.   | 1300       |                                                                      | Київський                     | Шишківка                             |
| Старошишківський          | в-д    |            |                                                                      | Київський                     | Шишківка                             |
| Стартова                  | вул.   |            |                                                                      | Слобідський                   |                                      |
| Старшинський              | в-д    |            | Василевської Ванди                                                   | Основ'янський                 |                                      |
| Стельмаха                 | пров.  | 255        | в'їзд Островського                                                   | Київський                     | Журавлівка                           |
| Степанківський            | пров.  |            |                                                                      | Київський                     |                                      |
| Степова                   | вул.   |            |                                                                      | Новобаварський                |                                      |
| Степовий                  | пров.  |            |                                                                      | Новобаварський                |                                      |
| 1-й Степовий              | пров.  |            |                                                                      | Холодногірський               | Таборове                             |
| 2-й Степовий              | пров.  |            |                                                                      | Холодногірський               | Таборове                             |
| Стефенсона                | вул.   |            |                                                                      | Новобаварський                |                                      |
| Стокгольмський            | пров.  | 350        | Бакинська вулиця, Хасанський провулок                                | Холодногірський               | Сортувальня                          |
| Столярний                 | пров.  |            |                                                                      | Новобаварський                |                                      |
| Стрийський                | пров.  |            | Клочкова                                                             |                               |                                      |
| Стрілецький               | пров.  |            |                                                                      | Слобідський                   |                                      |
| 1-й Стрілецький           | в-д    |            |                                                                      | Слобідський                   |                                      |
| 2-й Стрілецький           | в-д    |            |                                                                      | Слобідський                   |                                      |
| Стрілківка                | вул.   |            |                                                                      | Київський                     |                                      |
| Струницький               | в-д    |            |                                                                      | Основ'янський                 |                                      |
| Струницький               | пров.  |            |                                                                      | Основ'янський                 |                                      |
| Студеноцький              | пров.  |            | Івана Сусаніна                                                       | Індустріальний                |                                      |
| Студентська               | вул.   |            |                                                                      | Київський                     |                                      |
| Студентський              | пров.  |            |                                                                      | Київський                     |                                      |
| Судакський 1-й            | пров.  | 160        | 1-й Приамурський                                                     | Новобаварський                | Перемога                             |
| Сумгаїтська               | вул.   |            |                                                                      | Шевченківський                |                                      |
| Сумська                   | вул.   |            |                                                                      | Шевченківський Київський      |                                      |
| Сумцова                   | вул.   |            |                                                                      | Слобідський                   | Павленки                             |
| Сумцова                   | пров.  |            |                                                                      | Слобідський                   | Павленки                             |
| Суничний                  | пров.  |            | Чаадаєва                                                             | Новобаварський                |                                      |
| Сухарівська               | вул.   |            |                                                                      | Новобаварський                |                                      |
| Сухарівський              | пров.  |            |                                                                      | Новобаварський                |                                      |
| Сухумська                 | вул.   |            |                                                                      | Шевченківський                |                                      |
| Сучасна                   | вул.   |            |                                                                      | Київський                     |                                      |
| Сущенська                 | вул.   |            |                                                                      | Новобаварський                |                                      |
| Східна                    | вул.   |            |                                                                      | Новобаварський                |                                      |
| Східний                   | пров.  |            |                                                                      | Новобаварський                |                                      |
| Сьомої Гвардійської Армії | вул.   |            |                                                                      | Немишлянський                 | Кулиничі                             |